# Mrtovnjak (Maćin Školj)
Mrtovnjak je nenaseljeni otočić u hrvatskom dijelu Jadranskog mora.
Njegova površina iznosi 0,032 km². Dužina obalne crte iznosi 0,71 km.